# شاهدان گر دلبری زین‌سان کنند
غزلی با مطلع «شاهدان گر دلبری زین‌سان کنند»، غزل شمارهٔ ۱۹۷ از دیوانِ حافظ در تصحیحِ محمد قزوینی و قاسم غنی است.

## در اجراها
عبدالوهاب شهیدی در برنامهٔ شمارهٔ ۱۳۷ از مجموعهٔ گل‌های تازه این غزل و هم‌چنین غزل‌های مطرب عشق عجب ساز و نوایی دارد و دلم جز مهر مه‌رویان طریقی بر نمی‌گیرد را در دستگاهِ چهارگاه اجرا کرده‌است.
محمودی خوانساری نیز در برنامهٔ شمارهٔ ۱۲۶ از مجموعهٔ برگ سبز این غزل را در آوازِ ابوعطا اجرا کرده‌است. 
هم‌چنین اکبر گلپایگانی و عبدالوهاب شهیدی هم در برنامهٔ شمارهٔ ۲۴۴ از مجموعهٔ یک شاخه گل این غزل و هم‌چنین غزل وقت را غنیمت دان آنقدر که بتوانی را در دستگاهِ سه‌گاه اجرا کرده‌اند.